# Otto Hoevermann
Otto Hoevermann (* 11. November 1888 in Bonn; † 13. Dezember 1953 in Rengsdorf, Westerwald) war ein deutscher Verwaltungsjurist und in der Nachkriegszeit der vorletzte Oberpräsident in der Provinz Schleswig-Holstein. Zwar war bekannt, dass er – wie andere hohe Beamte – Mitglied der NSDAP war; dass er aber im  August 1945 von der britischen Militärregierung in seinem Amt bestätigt wurde, galt als einmaliger Vorgang in der Britischen Besatzungszone.

## Leben
Als Rheinländer und promovierter Verwaltungsjurist war Hoevermann in der Weimarer Republik ab 1920 Landrat des preußischen Restkreises St. Wendel-Baumholder. Als DVP-Mitglied wurde er 1933 von den Nationalsozialisten seines Amtes enthoben und für sechs Monate in den Wartestand versetzt. Am 21. Juli 1937 beantragte er die Aufnahme in die NSDAP und wurde rückwirkend zum 1. Mai desselben Jahres aufgenommen (Mitgliedsnummer 5.945.510). Als Kommunaldezernent der Regierung in Koblenz Oberregierungsrat geworden, wurde er im September 1939 zum Oberpräsidium der preußischen Provinz Schleswig-Holstein in Kiel berufen. Als Regierungsdirektor leitete er die Allgemeine Abteilung.

### Oberpräsident
Am 6. Mai 1945, zwei Tage vor der bedingungslosen Kapitulation der Wehrmacht, entließ der in Flensburg-Mürwik amtierende Reichskanzler Karl Dönitz den Oberpräsidenten Hinrich Lohse aus dem Amt. Die Geschäfte von Schleswig-Holsteins höchstem Verwaltungsbeamten übernahm vorübergehend Waldemar Vöge, der von 1935 bis 1939 Landrat im Kreis Zauch-Belzig gewesen war. Am 14. Mai 1945 ernannte der britische Militärgouverneur Gail Patrick Henderson Hoevermann zum kommissarischen Oberpräsidenten. Wie er in einem Interview mit dem Kieler Kurier am 22. August 1945 erklärte, wollte er die Verwaltung wieder aufbauen, die Wirtschaft wiederbeleben, das Flüchtlingsproblem lösen, die drohende Arbeitslosigkeit bekämpfen und die Christian-Albrechts-Universität zu Kiel so bald wie möglich wiedereröffnen. Zunächst vergeblich warnte er vor den Folgen der feindseligen Ablehnung der Heimatvertriebenen aus Ostpreußen und Pommern durch die Schleswig-Holsteiner. Die dänische Seite protestierte dagegen, dass er im Kreis Flensburg-Land, im Kreis Südtondern und in Kappeln ostpreußische Verwaltungsbeamte eingesetzt hatte. Auch in Kiel, Lübeck, Flensburg und Schleswig wurde Kritik an der Besetzung des Oberpräsidentenamtes mit Hoevermann laut. Bürgerliche Kreise um Ernst Kintzinger und Willi Koch drängten im Juli 1945 auf Hoevermanns Ablösung vor der anstehenden Bestätigung; sie schlugen den Kieler Oberbürgermeister Max Emcke vor. Der von Kommunisten und Sozialdemokraten gebildete Kieler Gewerkschaftsausschuß plädierte zunächst für Albert Billian. „Nachdem Verabredungen über die Besetzung weiterer leitender Verwaltungsfunktionen durch Antifaschisten als Gegenleistung vereinbart worden waren“, sprach er sich ebenfalls für Emcke aus.

### Affäre
Als die dänische und südschleswigsche Presse einen Proteststurm gegen Hoevermanns Ernennung entfachte, wurde die Political Intelligence Division des British Foreign Office aufmerksam. Trotz seiner „sehr guten Zusammenarbeit“ mit der Militärregierung schätzte sie ihn als „alles andere als politisch zuverlässig“ ein. Oberstleutnant M. G. Rees meinte, dass „nicht jeder eine verantwortungsvolle Position übernehmen könne, nur weil er Nicht-Nazi und kompetenter Verwaltungsfachmann sei. Es sei vielmehr notwendig, Personen zu ernennen, die eine positive Einstellung zu den Absichten und den Zielen der britischen Militärregierung haben, so wie es in den Potsdamer Beschlüssen niedergelegt worden sei“; aber bei der Political Intelligence Division wollte weder der Leiter C. E. Steel noch sein Stellvertreter I. T. M. Pink sich solcher „ideologischen“ Diskreditierung anschließen. Unter Berufung auf Anordnungen der Alliierten Kontrollkommission und ohne Angabe von Gründen entließ der Militärgouverneur Henderson (inzwischen Brigadegeneral) Hoevermann zum 15. November 1945.
Nachdem er im September noch Kurator der Kieler Universität geworden war, wurde er am 16. November 1945 abgesetzt. Weil die Sozialdemokraten keinen eigenen Kandidaten benennen konnten, wurde schließlich der Christdemokrat Theodor Steltzer Hoevermanns Nachfolger als letzter Oberpräsident der Provinz Schleswig-Holstein und der erste Ministerpräsident des Landes Schleswig-Holstein.

### Ruhiges Ende
Einvernehmlich bewilligten das Kabinett Steltzer I und die Militärregierung 1946 Hoevermanns Pension. 1951 kehrte er noch einmal in den Landesdienst zurück und leitete über zwei Jahre das Landesversorgungsamt in Neumünster. Er starb mit 65 Jahren im Amt.

### Familie
Otto Hoevermann war das zweite von zwei Kindern des Quästors der Rheinischen Friedrich-Wilhelms-Universität Bonn, Otto Friedrich Hoevermann (1852–1925), und dessen Ehefrau Ferdinande, geborene Menzen (1860–1939). Eine eigene Familie gründete Otto Hoevermann im Jahre 1922. Aus seiner Ehe mit Elisabeth Zix (1896–1939) erwuchsen drei Kinder.

## Mitgliedschaften
- Deutsche Volkspartei (vor 1933)
- Nationalsozialistische Volkswohlfahrt (1935–1938)
- Reichsbund der Deutschen Beamten (1935–1938)
- Nationalsozialistischer Rechtswahrerbund (seit 1934)
- Nationalsozialistische Deutsche Arbeiterpartei
- Korps der Politischen Leiter (1938–1944)
- Reichskolonialbund
- NS-Reichskriegerbund

## Werke
- 10 Jahre Grenz- und Restkreis St. Wendel-Baumholder, Manuskript. Baumholder [Kreisausschuß], 1930
- Die Altvorderen, aus Familienpapieren, Selbstverlag, Kiel 1943
- Ostasienfahrt (Reisebericht 1911/12). Husum 1990